# Registrující praktický lékař
Registrující praktický lékař, od roku 2012 plným označením registrující poskytovatel ambulantní péče v oboru všeobecné praktické lékařství nebo v oboru praktické lékařství pro děti a dorost, (lidově nazývaný obvoďák) je v české legislativě od roku 1997 koordinátorem diagnostické, léčebné a posudkové zdravotní péče o konkrétního pacienta a jejího hrazení z veřejného zdravotního pojištění a zároveň de facto orgánem veřejné moci, který ze zákona shromažďuje zdravotní informace o jednotlivých osobách a jehož posudek má v některých případech  sám o sobě de facto účinek správního rozhodnutí. 

## Vztah občana a registrujícího lékaře
Jak mimochodem konstatovala ve svém podání k ústavnímu soudu z 9. ledna 2012 skupina 20 senátorů, za kterou jednala senátorka MUDr. Alena Dernerová, někteří pacienti vůbec nemají registrujícího praktického lékaře a není ani stanovena zákonná povinnost registrujícího praktického lékaře mít.
Přesto právní řád České republiky počítá s tím, že registrující praktičtí lékaři jsou ze zákona správci zdravotnických údajů o jednotlivých lidech nejen pro potřeby zdravotní péče, ale i pro potřeby veřejné moci, zejména v rámci posudkové činnosti, která je pro tyto účely označena jako posudková péče bez ohledu na to, kdy je prováděna ve prospěch zájmů pacienta a kdy ve prospěch veřejného či jiného zájmu. Zdravotnická legislativa nezajišťuje pacientovi právo se této „péče“ zříci nebo zbavit, poskytovatel však může (avšak nemusí) ukončit péči o pacienta, pokud pacient vysloví nesouhlas s poskytováním veškerých zdravotních služeb a v některých dalších případech. 

## Registrace
Pojem „registrující lékař“ zavedl zákon č. 48/1997 Sb., o veřejném zdravotním pojištění, v § 18 jako jednu ze tří variant, kdo může být ošetřujícím lékařem dle tohoto zákona. Registrujícím lékařem může být praktický lékař, praktický lékař pro děti a dorost, zubní lékař a u žen též ženský lékař, který registruje pojištěnce. 
Nověji § 3 odst. 5 zákona 372/2011 Sb., o zdravotních službách a podmínkách jejich poskytování, účinného od 1. dubna 2012, zavedl místo dosavadního pojmu nový pojem „registrující poskytovatel“. Tento zákon již pojem neváže na zdravotní pojištění. Registrujícím poskytovatelem se podle tohoto ustanovení rozumí poskytovatel ambulantní péče v oboru všeobecné praktické lékařství, v oboru praktické lékařství pro děti a dorost, v oboru zubní lékařství nebo v oboru gynekologie a porodnictví, který přijal pacienta do péče za účelem poskytnutí primární ambulantní péče; registrující poskytovatel je povinen při přijetí pacienta do péče vyplnit registrační list, který pacient podepíše. V případě, že u poskytovatele uvedeného ve větě první poskytuje zdravotní služby více lékařů, je pacient zaregistrován ke konkrétnímu lékaři. Registrujícím subjektem tak již není lékař, ale zdravotnické zařízení. V některých zákonech se však sousloví „registrující praktický lékař“ používá jako legislativní zkratka pro registrujícího poskytovatele v oboru všeobecné praktické lékařství nebo v oboru praktické lékařství pro děti a dorost.  
Podle § 20 zákona o zdravotním pojištění registrující lékař při převzetí do primární péče vyplní registrační list a současně si vyžádá od předchozího registrujícího lékaře informace potřebné k zajištění návaznosti zdravotní péče. Předchozí registrující lékař je povinen novému registrujícímu lékaři tyto informace předat písemně. Nový registrující lékař seznámí pojištěnce při převzetí do péče s plánem preventivních prohlídek a je povinen zajišťovat zdravotní péči o registrované pojištěnce.
Od 1. dubna 2012 se pojem „registrující poskytovatel“ již neomezuje na oblast veřejného zdravotního pojištění. Nově tak pacienty registrují k primární péči i ti poskytovatelé primární péče, kteří nejsou ve smluvním vztahu ke zdravotní pojišťovně – rozhodující je, že poskytovatel pacienta převezme do péče za účelem poskytnutí primární ambulantní péče.
Zákon neurčuje, v jaké podobě předchozí registrující lékař informace potřebné k zajištění návaznosti zdravotní péče má předat. Protože mu však z finančních předpisů vyplývá povinnost uchovávat po dobu 5 let zdravotnickou dokumentaci ke kontrole oprávněnosti a rozsahu poskytnuté a proplacené zdravotní péče zdravotními pojišťovnami, postoupením originálu dokumentace by se mohl dostat do konfliktu se zákonem. Zdravotnická dokumentace je majetkem konkrétního zdravotnického zařízení, které ji vede. Metodika pro pořizování a předávání dokladů VZP ČR, jejíž dodržování je pro její smluvní partnery závazné, obsahuje pro tuto situaci formuláře „Žádost o předání zdravotních informací“ a „Výpis ze zdravotní dokumentace“.  
Právo na výběr lékaře či jiného odborného pracovníka ve zdravotnictví a zdravotnického zařízení s výjimkou závodní zdravotní služby, kteří jsou ve smluvním vztahu k příslušné zdravotní pojišťovně, může pojištěnec podle § 11 odst. 1 písm. b) zákona o zdravotním pojištění uplatnit jednou za tři měsíce (v případě péče nehrazené z veřejného zdravotního pojištění není volba registrujícího lékaře takto omezena). Zvolený lékař může odmítnout přijetí pojištěnce do své péče pouze tehdy, jestliže by jeho přijetím bylo překročeno únosné pracovní zatížení lékaře tak, že by nebyl schopen zajistit kvalitní zdravotní péči o tohoto nebo o ostatní pojištěnce, které má ve své péči, nebo pro přílišnou vzdálenost místa trvalého nebo přechodného pobytu pojištěnce pro výkon návštěvní služby. Lékař však nemůže odmítnout pojištěnce ze stanoveného spádového území a v případě, kdy se jedná o neodkladnou péči. Každé odmítnutí převzetí pojištěnce do péče musí být lékařem pojištěnci písemně potvrzeno.
Podle vyhlášky 98/2012 Sb., o zdravotnické dokumentaci, se dokumentace o zdravotní péči poskytované registrujícím poskytovatelem v oboru všeobecné praktické lékařství nebo v oboru praktické lékařství pro děti a dorost uchovává
10 let od změny registrujícího poskytovatele nebo 10 let od úmrtí pacienta. Případ ukončení registrace bez změny registrujícího poskytovatele není zmíněn. 

## Zdravotní péče
Podle § 7 zákona č. 372/2011 Sb., o zdravotních službách, poskytuje registrující poskytovatel primární ambulantní péči, jejímž účelem je poskytování preventivní, diagnostické, léčebné a posudkové péče a konzultací, dále koordinace a návaznost poskytovaných zdravotních služeb jinými poskytovateli, v případě praktických lékařů též návštěvní službu. Registrující poskytovatelé ambulantní péče jsou podle prováděcí vyhlášky 70/2012 Sb., o preventivních prohlídkách, k zákonu č. 372/2011 Sb., o zdravotních službách poskytovateli provádějícími preventivní prohlídku ve svém oboru. 
Registrující lékař podle § 21 zákona o zdravotním pojištění vystavuje pojištěnci doporučení k poskytnutí specializované ambulantní zdravotní péče v takovém smluvním zdravotnickém zařízení, které je schopno mu tuto péči na náležité úrovni poskytnout, přičemž právo pojištěnce na volbu lékaře a zdravotnického zařízení tím není dotčeno. K doporučení registrující lékař připojí písemné odůvodnění a důležité zdravotní údaje včetně výsledků předem provedených vyšetření a informace o provedeném léčení. V některých případech registrující lékař nebo jiný ošetřující lékař sám dojednává vyšetření nebo ošetření pojištěnce v jiném zdravotnickém zařízení. Ošetřující lékař nebo jiný odborný pracovník ve zdravotnictví informuje registrujícího lékaře o zjištěných skutečnostech a o průběhu a ukončení léčení, zejména o skutečnostech důležitých pro posouzení zdravotní způsobilosti k práci a o epidemiologické situaci, totéž platí pro poskytování informací mezi registrujícím lékařem a lékařem závodní preventivní péče. Podle zákona č. 373/2011 Sb., o specifických zdravotních službách, v případě některých služeb regulovaných tímto zákonem musí registrující poskytovatel pacienta na základě žádosti poskytovateli specifických zdravotních služeb předat písemné relevantní informace o zdravotním stavu pacienta.  Podle vyhlášky č. 537/2006 Sb., o očkování proti infekčním nemocem, registrující praktický lékař pro děti a dorost zpravidla do jednoho měsíce po převzetí do své péče odesílá dítě, které splňuje indikace a které nebylo dosud očkováno proti tuberkulóze, na pracoviště kalmetizace.
Obdobná ustanovení obsahuje i zákon o zdravotních službách. podle § 47 odst. 5 je registrující poskytovatel nebo jiný poskytovatel, který pacienta přijal do péče, povinen, vyžaduje-li to zdravotní stav pacienta, předat mu písemné doporučení k poskytnutí příslušné specializované ambulantní péče, jednodenní péče nebo lůžkové péče. Součástí doporučení je písemné odůvodnění a důležité informace týkající se zdravotního stavu pacienta, včetně výsledků provedených vyšetření a informace o dosud provedené léčbě. Podle § 45 je poskytovatel zdravotních služeb (s výjimkou registrující poskytovatele v oboru zubní lékařství nebo v oboru gynekologie a porodnictví) povinen předat zprávu o poskytnutých zdravotních službách registrujícímu poskytovateli v oboru všeobecné praktické lékařství nebo v oboru praktické lékařství pro děti a dorost, je-li mu tento poskytovatel znám. 

## Shromažďování informací a posudková činnost
Jednou ze specifických zdravotních služeb upravených zákonem č. 373/2011 Sb., o specifických zdravotních službách je i tzv. „posudková péče“. Podle § 42 vydává poskytovatel posudkové péče posudek o zdravotní způsobilosti nebo o zdravotním stavu na základě výpisu ze zdravotnické dokumentace vedené o posuzované osobě jejím registrujícím poskytovatelem. Lékařský posudek vydává registrující poskytovatel péče v oboru všeobecné praktické lékařství nebo v oboru praktický lékař pro děti a dorost, pokud tentýž zákon nebo jiný právní předpis nestanoví jinak. Zdravotní způsobilost ke vzdělávání nebo tělesné výchově v rámci vzdělávacích programů a uvolnění z vyučování v předmětu tělesná výchova a ke sportu pro všechny podle § 51 posuzuje registrující poskytovatel, výkonnostnímu sportu v organizovaných sportovních soutěžích může mimo to posuzovat též poskytovatel v oboru tělovýchovné lékařství. 
Podle § 51 téhož zákona Podle § 56 téhož zákona musí zaměstnanec sdělit poskytovateli pracovnělékařských služeb jméno a adresu registrujícího poskytovatele a dalších poskytovatelů, kteří ho přijali do péče. Pokud je tentýž poskytovatel jak poskytovatelem pracovnělékařských služeb, tak registrujícím poskytovatelem, musí vést dokumentaci o obou těchto službách odděleně. 
V případě pracovnělékařské prohlídky a posouzení zdravotní způsobilosti podle § 54 zákona č. 373/2011 Sb. (zákoníku práce) zaměstnavatel povinen vyslat zaměstnance pracující v 1. kategorii buď ke svému smluvnímu poskytovateli pracovnělékařských služeb, nebo k registrujícímu praktickému lékaři zaměstnance. 
Podle § 3 odst. 2 vyhlášky č. 104/2012 Sb., o posuzování nemocí z povolání, posudek o nemoci z povolání, u kterého nastaly podle zákona o specifických zdravotních službách právní účinky, předá poskytovatel v oboru pracovní lékařství bez zbytečného odkladu registrujícímu poskytovateli v oboru všeobecné praktické lékařství. 
Podle  § 91 odst. 4 zákona č. 108/2006 Sb., o sociálních službách,  je podmínkou přijetí do pobytové služby předložit poskytovateli před uzavřením smlouvy posudek registrujícího praktického lékaře o zdravotním stavu. 
Podle zákona č. 329/2011 Sb., o poskytování dávek osobám se zdravotním postižením, žádost o dávku nebo o přiznání průkazu osoby se zdravotním postižením obsahuje označení praktického lékaře, který registruje žadatele o dávku. 
Podle vyhlášky č. 114/2013 Sb. lékař posuzující zdravotní způsobilost žijícího dárce tkání nebo orgánů musí údaje uvedené dárcem ověřit podle výpisu ze zdravotnické dokumentace registrujícího praktického lékaře nebo jiného ošetřujícího lékaře, pokud takový lékař má dárce ve své péči. Informaci o závěru o zdravotní způsobilosti žijícího dárce předává poskytovatel zdravotních služeb, který provedl odběr, registrujícímu praktickému lékaři dárce, který ji zakládá do zdravotnické dokumentace dárce, a pokud registrující praktický lékař při poskytování zdravotní péče zjistí onemocnění žijícího dárce tkání nebo orgánů, které by mohlo přinést dodatečná zdravotní rizika pro příjemce, předá informaci o tomto zjištění poskytovateli zdravotních služeb, který provedl odběr, a poskytovateli zdravotních služeb, který uskutečnil transplantaci tkáně nebo orgánu příjemci.
Vyhláška 277/2004 Sb., o zdravotní způsobilosti k řízení motorových vozidel, stanoví, že posuzující lékař vydá posudek o zdravotní způsobilosti k řízení motorových vozidel mimo jiné na základě předchozích záznamů ve zdravotnické dokumentaci vedené o posuzované osobě a informací o zdravotním stavu posuzované osoby sdělených jejím registrujícím praktickým lékařem. Posuzující lékař, pokud není současně registrujícím praktickým lékařem posuzované osoby, si podle § 7 této vyhlášky pro účely hodnocení zdravotní způsobilosti musí u registrujícího praktického lékaře vyžádat informace o zdravotním stavu této osoby, a to zda posuzovaná osoba trpěla nebo trpí nemocemi uvedenými v příloze této vyhlášky nebo na tyto nemoci bylo v minulosti vysloveno podezření, a další údaje podstatné pro posouzení zdravotní způsobilosti této osoby. Podle § 8 vyhlášky registrující praktický lékař vyznačí ve zdravotnické dokumentaci a ve výpisu ze zdravotnické dokumentace v případě předání pacienta do péče jiného registrujícího praktického lékaře, že osoba je žadatelem nebo řidičem nebo že této osobě byl vydán posudek se závěrem o zdravotní nezpůsobilosti k řízení motorových vozidel nebo zdravotní způsobilosti k řízení motorových vozidel s podmínkou. Pokud je posuzujícím lékařem lékař zařízení závodní preventivní péče, sděluje tyto skutečnosti za účelem vyznačení ve zdravotnické dokumentaci registrujícímu praktickému lékaři. Pokud posuzovaná osoba nemá registrujícího praktického lékaře nebo lékaře zařízení závodní preventivní péče, vyznačí skutečnosti uvedené ve větě prvé do zdravotnické dokumentace posuzující lékař.
Vyhláška č. 224/1995 Sb., o způsobilosti osob k vedení a obsluze plavidel, stanoví, že zdravotní způsobilost člena posádky plavidla a vůdce plavidla se prokazuje na základě preventivní lékařské prohlídky lékařským posudkem vystaveným posuzujícím lékařem, jímž je pro nekoncesovanou vodní dopravu praktický lékař, u kterého je žadatel registrován k léčebné péči. 
Vyhláška č. 450/2000 Sb., o kapitánském slibu, zkouškách, odborné a zdravotní způsobilosti členů posádky lodě, průkazech způsobilosti, námořnických knižkách a o zdravotní péči o členy posádky lodě, si posuzující lékař vždy vyžádá od praktického lékaře, u něhož je posuzovaná osoba registrována, případně též od jiného jejího ošetřujícího lékaře výpis ze zdravotnické dokumentace s údaji nezbytnými pro posouzení zdravotní způsobilosti.
Podle § 20 odst. 1 zákona č. 119/2002 Sb., o zbraních, zdravotní způsobilost žadatele o vydání zbrojního průkazu zjišťuje a posudek o zdravotní způsobilosti vydává posuzující lékař na základě výsledku lékařské prohlídky, popřípadě psychologického vyšetření a dalších potřebných vyšetření. Posuzujícím lékařem se rozumí poskytovatel zdravotních služeb v oboru všeobecné praktické lékařství, u kterého je žadatel o vydání zbrojního průkazu nebo držitel zbrojního průkazu registrován k léčebné péči; v případě žadatele o vydání zbrojního průkazu skupiny D je posuzujícím lékařem lékař poskytovatele poskytujícího zaměstnavateli pracovnělékařské služby.
Zdravotní způsobilost žadatele o osvědčení odborné způsobilosti k zacházení s pyrotechnickými výrobky nebo držitele takového osvědčení se podle zákona č. 156/2000 Sb., o střelných zbraních, dokládá lékařským posudkem. Lékařem posuzujícím zdravotní způsobilost žadatele o osvědčení nebo jeho držitele, nejde-li o zaměstnance, se rozumí praktický lékař, u něhož je posuzovaná osoba registrována, nemá-li takového lékaře, kterýkoli jiný praktický lékař.
Podle zákona č. 61/1988 Sb., o hornické činnosti, zdravotní způsobilost osoby k nakládání s výbušninami posuzuje v případě zaměstnance poskytovatel pracovnělékařských služeb, v ostatních případech registrující poskytovatel poskytující zdravotní služby v oboru všeobecné praktické lékařství.
Podle § 2 odst. 6 vyhlášky č. 493/2002 Sb., o posuzování zdravotní způsobilosti k vydání nebo platnosti zbrojního průkazu atd., lékař zdravotnického zařízení poskytujícího zaměstnavateli závodní preventivní péči, který není současně praktickým lékařem, u kterého je žadatel registrován k léčebné péči, vychází při vydání posudku i z údajů uvedených ve výpisu registrujícího lékaře, který si v souvislosti s lékařskou prohlídkou žadatele vyžádá. Podle § 4 údaje zjištěné o zdravotním stavu žadatele, výsledky a závěry vyšetření, záznamy o nemocech vylučujících nebo omezujících zdravotní způsobilost a odborná doporučení, včetně případných omezení vyplývajících ze zjištěného zdravotního stavu a doporučených nebo nezbytných kompenzačních mechanismů, jsou součástí zdravotnické dokumentace žadatele u posuzujícího lékaře. kromě toho posuzující lékař ve zdravotnické dokumentaci zřetelně vyznačí, že se jedná o osobu, která je držitelem zbrojního průkazu nebo o jeho vydání žádá, popřípadě dříve požádala a nebyla uznána jako zdravotně způsobilá. Je-li posuzujícím lékařem lékař zdravotnického zařízení poskytujícího zaměstnavateli závodní preventivní péči, odešle současně zjištěné údaje registrujícímu praktickému lékaři žadatele. Uvedené informace jsou podle této vyhlášky v případě změny praktického lékaře součástí písemné informace předané nově zvolenému praktickému lékaři.
Prováděcí vyhláška č. 244/2002 Sb. k zákonu o myslivosti uvádí, že fyzická a zdravotní způsobilost pro funkci myslivecké stráže se posuzuje při preventivních prohlídkách vstupních, periodických a mimořádných a posudek vydává příslušný registrující praktický lékař. Podobně stanoví vyhláška 101/1996 Sb., že zdravotní způsobilost k výkonu funkce lesní stráže posuzuje zvolený praktický lékař, u kterého je uchazeč registrován k léčebné péči.
Podle zákona 95/2004 Sb., o podmínkách získávání a uznávání odborné způsobilosti a specializované způsobilosti k výkonu zdravotnického povolání lékaře, zubního lékaře a farmaceuta, zdravotnický pracovník je povinen doložit zdravotní způsobilost k výkonu povolání lékařským posudkem vydaným na základě lékařské prohlídky. Lékařský posudek vydává registrující poskytovatel zdravotních služeb v oboru všeobecné praktické lékařství, a není-li, jiný praktický lékař. Vyhláška č. 271/2012 Sb., o zdravotní způsobilosti zdravotnického pracovníka a jiného odborného pracovníka, stanoví, že obsahem lékařských prohlídek posuzované osoby je mimo jiné hodnocení anamnestických údajů ve zdravotnické dokumentaci vedené o posuzované osobě jejím registrujícím poskytovatelem zdravotních služeb v oboru všeobecné praktické lékařství. Podle zákona č. 96/2004 Sb., o nelékařských zdravotnických povoláních, zdravotnický pracovník a jiný odborný pracovník je povinen doložit zdravotní způsobilost k výkonu povolání lékařským posudkem, který vydává registrující poskytovatel zdravotních služeb v oboru všeobecné praktické lékařství, a není-li, jiný poskytovatel zdravotních služeb v oboru všeobecné praktické lékařství. 
Podle nařízení vlády č. 352/2003 Sb., o posuzování zdravotní způsobilosti zaměstnanců jednotek hasičských záchranných sborů podniků a členů jednotek sborů dobrovolných hasičů obcí nebo podniků, se při vstupní nebo periodické zdravotní prohlídce vychází ze zdravotnické dokumentace vedené lékařem, u něhož je zaměstnanec podniku, uchazeč o zaměstnání nebo člen jednotky registrován, anebo z výpisu z této dokumentace podle vzoru uvedeného v příloze nařízení. Preventivní zdravotní prohlídku člena jednotky sboru dobrovolných hasičů obce, který činnost v této jednotce nevykonává jako svoje zaměstnání, provede praktický lékař, u něhož je člen jednotky registrován, na základě žádosti příslušné obce, která zřizuje jednotku požární ochrany.
Podle zákona č. 361/2003 Sb., o služebním poměru příslušníků bezpečnostních sborů, zdravotní způsobilost občana k přijetí do služebního poměru posuzuje poskytovatel pracovnělékařských služeb mimo jiné na základě výpisu ze zdravotnické dokumentace vedené registrujícím poskytovatelem zdravotních služeb v oboru všeobecné praktické lékařství.
Na základě branného zákona č. 585/2004 Sb. je občan v rámci odvodního řízení povinen vyplnit dotazník zaslaný mu příslušným krajským vojenským velitelstvím a vyžádat jeho doplnění registrujícím poskytovatelem zdravotních služeb v oboru všeobecné praktické lékařství (dále jen „registrující lékař“) a nejpozději do 30 dnů ode dne jeho dodání vrátit. Registrující lékař je povinen v dotazníku uvést požadované údaje o zdravotním stavu občana zjištěné při poslední preventivní prohlídce, popřípadě je doplnit o výsledky nových vyšetření, provedených v období od této prohlídky do doby vyplnění dotazníku. Náklady spojené s vyplňováním zdravotní části dotazníku registrujícím lékařem hradí krajský úřad. 
Podle § 21 zákona č. 435/2004 Sb., o zaměstnanosti, je fyzická osoba, které krajská pobočka Úřadu práce poskytuje služby podle tohoto zákona, této pobočce sdělit údaje o svých zdravotních omezeních v rozsahu potřebném pro vyhledání vhodného zaměstnání, rekvalifikaci a pro stanovení vhodné formy pracovní rehabilitace a dále sdělit, zda je osobou se zdravotním postižením. Uplatňuje-li fyzická osoba pracovní omezení ze zdravotních důvodů, je povinna je doložit lékařským posudkem registrujícího poskytovatele zdravotních služeb v oboru všeobecné praktické lékařství nebo v oboru praktické lékařství pro děti a dorost, nebo v případě, že registrujícího poskytovatele zdravotních služeb nemá, posudkem jiného poskytovatele zdravotních služeb.  
Podle § 9 zákona č. 258/2000 Sb., o ochraně veřejného zdraví, registrující poskytovatel zdravotních služeb v oboru praktické lékařství pro děti a dorost posuzuje zdravotní způsobilost dítěte pro účast na škole v přírodě nebo zotavovací akci a v posudku dále uvede, zda se dítě podrobilo stanoveným pravidelným očkováním nebo má doklad, že je proti nákaze imunní nebo že se nemůže očkování podrobit pro trvalou kontraindikaci. 
Podle zákona č. 110/1997 Sb., o potravinách a tabákových výrobcích, se ke zkoušce ze znalosti hub může přihlásit jen osoba mající osvědčení o zdravotní způsobilosti k této činnosti, přičemž zdravotní způsobilost osvědčuje registrující poskytovatel zdravotních služeb v oboru všeobecné praktické lékařství a součástí vyšetření je odborné vyšetření zraku. 
Podle vyhlášky č. 107/2005 Sb., o školním stravování, může provozovatel stravovacích služeb poskytovat dietní stravování strávníkům, jejichž zdravotní stav podle potvrzení registrujícího poskytovatele zdravotních služeb v oboru praktické lékařství pro děti a dorost vyžaduje stravovat se s omezeními podle dietního režimu.
Podle § 17 školského zákona č. 561/2004 Sb. může ředitel školy  mimořádně nadaného žáka přeřadit do vyššího ročníku bez absolvování předchozího ročníku, přičemž povinnou součástí žádosti žáka nebo jeho zákonného zástupce je vyjádření registrujícího poskytovatele zdravotních služeb v oboru praktické lékařství pro děti a dorost (legislativní zkratka „registrující lékař“). Písemného vyjádření registrujícího lékaře může být vedle vyjádření školského poradenského zařízení podkladem pro přijetí dítěte se zdravotním postižením do mateřské školy podle § 34. Podle § 50 nebo 67 v předmětu tělesná výchova ředitel základní nebo střední školy uvolní žáka z vyučování na písemné doporučení registrujícího lékaře nebo odborného lékaře.
Podle § 6 vyhlášky č. 73/2005 Sb., o vzdělávání dětí, žáků a studentů se speciálními vzdělávacími potřebami a dětí, žáků a studentů mimořádně nadaných, individuální vzdělávací plán vychází mimo jiné popřípadě z doporučení registrujícího praktického lékaře pro děti a dorost, a podle § 13 individuální vzdělávací plán obsahuje mimo jiné případně vyjádření registrujícího praktického lékaře pro děti a dorost.   
Nařízení vlády č. 211/2010 Sb., o soustavě oborů vzdělání v základním, středním a vyšším odborném vzdělávání, v poznámce k praktickým středním školám uvádí, že způsobilost žáka ke vzdělávání musí být posouzena registrujícím praktickým lékařem pro děti a dorost ve spolupráci s lékařem příslušné odbornosti podle zdravotního postižení a školským poradenským zařízením. 
Podle § 2 odst. 12 zákona č. 109/2002 Sb., o výkonu ústavní výchovy nebo ochranné výchovy ve školských zařízeních a o preventivně výchovné péči ve školských zařízeních, pro děti s mentálním, tělesným, smyslovým postižením, s vadami řeči, popřípadě s více vadami, u nichž byla nařízena ústavní výchova, uložena ochranná výchova nebo nařízeno předběžné opatření, pokud stupeň zdravotního postižení neodpovídá jejich umístění do zařízení sociálních služeb nebo do specializovaného zdravotnického zařízení, příslušný poskytovatel zdravotních služeb v oboru praktické lékařství pro děti a dorost, s nímž zařízení uzavřelo smlouvu o poskytování zdravotních služeb ("registrující lékař") posoudí přiměřenost úpravy denního režimu a vybavenosti zařízení. Podle § 22 bezodkladně po umístění agresivního dítěte do oddělené místnosti v zájmu jeho zklidnění a stabilizace jeho psychického stavu a ochrany zdraví a bezpečnosti dítěte samotného, ostatních dětí či pracovníků zařízení ředitel zařízení zajistí lékařské vyšetření zaměřené na zjištění příčin agresivity, na jehož základě registrující lékař určí potřebu a četnost lékařských kontrol, popřípadě též potřebu psychologického vyšetření. 
Podle zákona č. 379/2005 Sb., o opatřeních k ochraně před škodami působenými tabákovými výrobky, alkoholem a jinými návykovými látkami, oznamuje záchytná stanice ošetření osoby přijaté na záchytnou stanici mimo jiné jejímu registrujícímu poskytovateli zdravotních služeb v oboru všeobecné praktické lékařství. 
Podle § 20 zákona č. 268/2014 Sb., o zdravotnických prostředcích, musí zkoušející v průběhu klinické zkoušky informovat o účasti subjektů hodnocení na klinické zkoušce jeho registrujícího poskytovatele v oboru všeobecné praktické lékařství nebo v oboru praktické lékařství pro děti a dorost.
Podle § 86 zákona o zdravotních službách lékař provádějící prohlídku těla zemřelého v případech, kdy neurčil provedení pitvy, předá zprávu o úmrtí registrujícímu poskytovateli v oboru všeobecné praktické lékařství nebo v oboru praktické lékařství pro děti a dorost, je-li mu znám a pokud sám není současně tímto registrujícím poskytovatelem. Podobnou povinnost písemně informovat o výsledku pitvy pak má podle § 89 i lékař provádějící pitvu.